# Stazione di Otōbashi
La stazione di Otōbashi (尾頭橋駅?, Otōbashi-eki) è una stazione ferroviaria situata nel quartiere di Nakagawa-ku della città di Nagoya, nella prefettura di Aichi in Giappone. La stazione è gestita dalla JR Central e serve la linea principale Tōkaidō.

## Linee
JR Central
■ Linea principale Tōkaidō

## Struttura
La stazione è costituita da un marciapiede a isola centrale con 2 binari in viadotto.
| 1 | ■ Linea principale Tōkaidō | per Toyohashi e Taketoyo |
| 2 | ■ Linea principale Tōkaidō | per Nagoya, Gifu e Ōgaki |

## Stazioni adiacenti
| ≪                                 | Servizio                 | ≫                        |
| Linea principale Tōkaidō          | Linea principale Tōkaidō | Linea principale Tōkaidō |
| --------------------------------- | ------------------------ | ------------------------ |
| Nagoya                            | Locale                   | Kanayama                 |
| Tutti gli altri treni non fermano |                          |                          |